# Američka filmska asocijacija — sistem rangiranja filmova
Rangiranje filmova po sistemu Američke filmske asocijacije (Motion Picture Association of America, skraćeno MPAA) koristi se u Sjedinjenim Državama kako bi se odredilo da li je sadržaj filma prigodan za pojedine delove publike. To je jedan od mnogih sistema rangiranja filmova koji se koristi da bi pomogao rmušterijama da odluče koji filmovi nisu pogodni za decu ili adolescente.
Ovo je najpoznatiji sistem rangiranja u SAD za klasifikaciju potencijalno uvredljivog sadržaja, ali se uglavnom ne koristi izvan filmske industrije, jer je MPAA registrovala svaki rang. Ovaj sistem je kritikovan zbog svoje tajnovitosti i zbog toga što je cenzura izraženija za scene seksa nego za scene nasilja.

## Rangiranje
Trenutne MPAA oznake su:
| Oznaka              | Tekst |
| ------------------- | --- |
| G rating symbol     | Pogodno za sve uzraste |
| PG rating symbol    | Preporučuje se prisustvo roditelja jer materijal možda nije prigodan za decu. Materijal sadrži scene umerenog nasilja. |
| PG-13 rating symbol | Preporučuje se strogi nadzor roditelja, jer materijal možda nije prigodan za decu mlađu od 13 godina. Materijal sadrži scene umerenog nasilja i 1 do 2 upotrebe "eksplicitnih" psovki. |
| R rating symbol     | Nije dozvoljeno prikazivanje mlađima od 17 godina bez pratnje roditelja ili drugog odraslog staratelja. Materijal sadrži izričite scene nasilja, veliki broj psovki i seksualno implicitan sadržaj. Roditeljima se preporučuje da podrobnije saznaju o filmu pre nego što povedu sa sobom decu mlađu od 17 godina. |
| Nc-17 rating symbol | Materijal izričito za odrasle. Nije dozvoljeno prikazivanje mlađima od 17 godina. |

Ukoliko film nije poslat na rangiranje, koristi se oznaka NR (Not Rated). Međutim, NR nije zvanična klasifikacija Američke filmske asocijacije. Filmovi koje MPAA nije rangirala, a za koje se očekuje da će biti rangirani često se reklamiraju uz obaveštenje "This Film is Not Yet Rated" (Ovaj film još uvek nije rangiran) ili, ređe, "Rating Pending" (Rangiranje u toku).